# Phrynobatrachus breviceps
Phrynobatrachus breviceps is een kikker uit de familie Phrynobatrachidae en het geslacht Phrynobatrachus. De soort werd voor het eerst wetenschappelijk beschreven door Martin Pickersgill in 2007.
De soort leeft in Afrika en komt endemisch voor in Tanzania. De kikker is aangetroffen op een hoogte van 1600 meter boven zeeniveau. De natuurlijke habitat van Phrynobatrachus breviceps bestaat uit ondergelopen grasland omzoomd met pijnbomen.
Over het gedrag, de levenswijze en de voortplanting is nog niets bekend.